# Da Capo (альбом Love)
Da Capo — второй студийный альбом американской рок-группы Love.

## Список композиций
Все песни написаны Артуром Ли, за исключением указанных.
Сторона А
1. «Stephanie Knows Who» — 2:33
2. «Orange Skies» (Брайан Маклин) — 2:49
3. «¡Que Vida!» — 3:37
4. «Seven & Seven Is» — 2:15
5. «The Castle» — 3:00
6. «She Comes in Colors» — 2:43

Сторона Б
1. «Revelation» — 18:57

## Участники записи
Love
- Артур Ли — вокал, гитара, ударные, перкуссия
- Джонни Эколс — гитара
- Брайан МакЛин — гитара, вокал
- Кен Форсси — бас
- Олбан Фистерер — орган, клавесин
- Майкл Стюарт — ударные, перкуссия
- Тьей Кантрелли — саксофон, флейта, перкуссия

Студийный персонал
- Дэйв Хассингер, Брюс Ботник — инжиниринг